# Sören Sjösten
Sören Willy Ernfrid Sjösten (ur. 12 grudnia 1938 w Krylbo, zm. 1999) – szwedzki żużlowiec.
Młodzieżowy indywidualny mistrz Szwecji (1959), trzykrotny medalista indywidualnych mistrzostw Szwecji (srebrny – 1966, brązowy – 1962, 1963), pięciokrotny drużynowy mistrz Szwecji (1960, 1961, 1971, 1972, 1975), trzykrotny mistrz Szwecji par klubowych (1964, 1968, 1977).
Sześciokrotnie uczestniczył w finałach indywidualnych mistrzostw świata, dwukrotnie zdobywając brązowe medale (Londyn 1969, Göteborg 1974). Był również ośmiokrotnym finalistą drużynowych mistrzostw świata, łącznie w tych rozgrywkach zdobywając 6 medali: trzy złote (1962, 1964, 1970), dwa srebrne (1961, 1974) oraz brązowy (1975). W 1974 r. zdobył w Manchesterze tytuł mistrza świata par (wspólnie z Andersem Michankiem).
Sören zrezygnował z dalszej uprawnienia sportu żużlowego, dopiero po tym, jak jego brat Christer 1 grudnia 1979 roku miał tragiczny wypadek na torze w australijskim Brisbane, gdzie odbył się żużlowy turniej międzynarodowy i dziewięć dni później zmarł w szpitalu australijskim.

## Osiągnięcia
Indywidualne mistrzostwa świata
- 1962 –  Londyn – 9. miejsce – 8 pkt → wyniki
- 1965 –  Londyn – 7. miejsce – 9 pkt → wyniki
- 1969 –  Londyn – 3. miejsce – 11+2 pkt → wyniki
- 1970 –  Wrocław – 4. miejsce – 9 pkt → wyniki
- 1971 –  Göteborg – 8. miejsce – 8 pkt → wyniki
- 1974 –  Göteborg – 3. miejsce – 11+2 pkt → wyniki

Drużynowe mistrzostwa świata
- 1962 –  Slaný – 1. miejsce – 10 pkt → wyniki
- 1964 –  Abensberg – 1. miejsce – 0 pkt → wyniki
- 1969 –  Rybnik – 4. miejsce – 2 pkt → wyniki
- 1970 –  Londyn – 1. miejsce – 10 pkt → wyniki
- 1971 –  Wrocław – 4. miejsce – 3 pkt → wyniki
- 1973 –  Londyn – 2. miejsce – nie startował – jako rezerwowy → wyniki
- 1974 –  Chorzów – 2. miejsce – 10 pkt → wyniki
- 1975 –  Norden – 3. miejsce – 2 pkt → wyniki

Mistrzostwa świata par
- 1974 –  Manchester – 1. miejsce – 14 pkt → wyniki

Indywidualne mistrzostwa Szwecji
- 1959 – Göteborg – 16. miejsce – 2 pkt → wyniki
- 1961 – Sztokholm – 11. miejsce – 6 pkt → wyniki
- 1962 – Göteborg – 3. miejsce – 13 pkt → wyniki
- 1963 – Sztokholm – 3. miejsce – 13 pkt → wyniki
- 1964 – Sztokholm – 4. miejsce – 11 pkt → wyniki
- 1966 – Sztokholm – 2. miejsce – 12 pkt → wyniki
- 1968 – Sztokholm – 7. miejsce – 8 pkt → wyniki
- 1969 – Göteborg – 8. miejsce – 9 pkt → wyniki
- 1971 – Sztokholm – 11. miejsce – 5 pkt → wyniki

Młodzieżowe indywidualne mistrzostwa Szwecji
- 1958 – Avesta – 6. miejsce – 9 pkt → wyniki
- 1959 – Avesta – 1. miejsce – 15 pkt → wyniki